# Kostel svaté Kateřiny (Višňová)
Kostel svaté Kateřiny Alexandrijské je římskokatolický kostel nacházející se v obci Višňová v okrese Příbram. Stojí na bývalé návsi zrušeného hřbitova a obepíná ho mohutná kamenná zeď s dvěma klenutými branami. Před branami je zeleň s listnatými stromy, která je mírně vyvýšena nad okolní komunikací. Kostel i ohradní zdi a brány jsou památkově chráněny.

## Historie
Kostel byl postaven jako raně gotický kolem roku 1300. Koncem 17. století byl kostel přestaven do barokního stylu. Okolo roku 1713 došlo k nové veliké morové epidemii, kterou připomíná morový kříž před kostelem.

## Stavební podoba
Kostel je jednolodní s polygonálním presbytářem s opěráky. Presbytář je 4,8 metrů široký, 7,2 metru dlouhý a zakončený třemi stranami protáhlého osmiúhelníku. Je zaklenut křížovou klenbou se zbytky polychromie, mohutná žebra sbíhají na valené přípory. Vítězný oblouk je půlkruhový. V severozápadní stěně je gotický sanktuář s výraznou mnohalaločnou kružbou. Interiér osvětlují barokní polokruhová okna. Na severní straně kostela je obdélná barokní kaple Božího hrobu. Polygonální přístavek obsahuje vřetenového schodiště na kruchtu. V ose západního průčelí předstupuje před hlavní vchod malá čtvercová předsíňka. Celý kostel je zděný z lomového kamene, vnější průčelí jsou omítnuta novodobou hladkou vápennou světlešedou netónovanou omítkou.
Hranolová věž se nachází na severozápadní straně kostela. Věž je nezdobená, kryta cibulovou bání, která je pobita dřevěnými šindeli. Na její špičce je umístěn kříž. Ve věži je zvon jeden metr široký, 0,78 metru vysoký, nahoře s dvoufázovým nápisem. Na plášti je 1,45 cm vysoká hrubě provedená polovypuklina svatého Václava. Druhý zvon je umístěn v ocelové věžičce a je opatřen automatickým odbíjecím zařízením. Na jižním průčelí lodi mezi okny jsou malované sluneční hodiny, obnovené roku 1973.

## Externí zdroje
- Soupis památek, 13. Politický okres příbramský (1901), str. 165-167[nedostupný zdroj]
- Poche, Emanuel a kol.: Umělecké památky Čech T/Ž, Vyd. 1. Praha: Academia, 1982.